# Cao Haibo
Cao Haibo (* 1985) ist ein chinesischer Bürgerrechtler. Er ist durch die Einrichtung eines Online-Forums bekannt geworden, in dem Demokratie und politische Reformen in China gefordert wurden. Wegen „Untergrabung der Staatsgewalt“ wurde Cao Haibo am 1. November 2012 zu acht Jahren Haft verurteilt.